# David Baldacci
David Baldacci (Richmond (Virginia), 5 augustus 1960) is een Amerikaans auteur.

## Biografie
Baldacci studeerde eerst Engels en geschiedenis aan de Virginia Commonwealth University, waar hij cum laude afstudeerde (1982). Hierna deed hij een rechtenstudie (afgestudeerd in 1986). Tijdens deze periode begon hij met schrijven. Na zijn studies was hij gedurende negen jaar werkzaam als bedrijfsjurist en advocaat in Washington D.C.. In 1996 debuteerde Baldacci met Het recht van de macht. Vanaf dat moment wijdde hij zich geheel aan het schrijven. Van zijn boeken zijn al meer dan 100 miljoen exemplaren verkocht.

## Bestseller 60
| Boeken met noteringen in de Nederlandse Bestseller 60 | Jaar van verschijnen | Datum van binnenkomst | Hoogste positie | Aantal weken | Opmerkingen |
| ----------------------------------------------------- | -------------------- | --------------------- | --------------- | ------------ | ----------- |
| De laatste man                                        | 2005                 | 10-08-2005            | 42              | 8            |             |
| De rechtvaardigen                                     | 2008                 | 05-11-2008            | 11              | 13           |             |
| Familieverraad                                        | 2009                 | 20-05-2009            | 6               | 34           |             |
| In het geheim                                         | 2009                 | 14-10-2009            | 10              | 15           |             |
| Verlos ons van het kwaad                              | 2010                 | 19-05-2010            | 4               | 18           |             |
| Rechteloos                                            | 2010                 | 20-10-2010            | 6               | 16           |             |
| De zesde man                                          | 2011                 | 18-05-2011            | 1(1wk)          | 19           |             |
| Die zomer                                             | 2011                 | 13-07-2011            | 16              | 7            |             |
| De provocatie                                         | 2011                 | 16-11-2011            | 5               | 15           |             |
| Onschuldig                                            | 2012                 | 16-05-2012            | 4               | 17           |             |
| Vergeten                                              | 2012                 | 14-11-2012            | 16              | 15           |             |
| De aanslag                                            | 2013                 | 01-05-2013            | 3               | 18           |             |
| King & Maxwell                                        | 2013                 | 20-11-2013            | 9               | 16           |             |
| Doelwit                                               | 2014                 | 28-05-2014            | 4               | 18           |             |
| Het uur van de zonde                                  | 2014                 | 22-10-2014            | 57              | 2            |             |
| De ontsnapping                                        | 2014                 | 26-11-2014            | 7               | 20           |             |
| De geheugenman                                        | 2015                 | 20-05-2015            | 6               | 17           |             |
| De voltooiing                                         | 2015                 | 15-07-2015            | 36              | 4            |             |
| De schuldigen                                         | 2015                 | 25-11-2015            | 15              | 16           |             |
| De laatste mijl                                       | 2016                 | 18-05-2016            | 2               | 19           |             |
| Niemandsland                                          | 2016                 | 07-12-2016            | 10              | 13           |             |
| Het motief                                            | 2017                 | 10-05-2017            | 4               | 18           |             |
| Eindspel                                              | 2017                 | 22-11-2017            | 15              | 11           |             |
| De lange weg naar genade                              | 2018                 | 21-11-2018            | 17              | 10           |             |
| Verlossing                                            | 2019                 | 15-05-2019            | 7               | 14           |             |
| Een goede daad                                        | 2019                 | 31-07-2019            | 8               | 10           |             |
| Eén minuut voor middernacht                           | 2019                 | 27-11-2019            | 8               | 12           |             |
| Ondergronds                                           | 2020                 | 20-05-2020            | 2               | 15           |             |
| Daglicht                                              | 2020                 | 25-11-2020            | 9               | 7            |             |
| Dodelijk spel                                         | 2021                 | 19-05-2021            | 6               | 13           |             |
| Spiegelbeeld                                          | 2021                 | 24-11-2021            | 10              | 8            |             |
| Schaduwstad                                           | 2022                 | 18-05-2022            | 5               | 13           |             |
| De 6:20 man                                           | 2022                 | 03-08-2022            | 5               | 11           |             |
| De lange schaduw                                      | 2022                 | 16-11-2022            | 15              | 9            |             |
| Simpele leugens                                       | 2023                 | 26-04-2023            | 7               | 16           |             |
| Staatsgeheim                                          | 2023                 | 29-11-2023            | 11              | 13           |             |
| Het proces                                            | 2024                 | 29-05-2024            | 9               | 8            |             |
| Dubbelspel                                            | 2024                 | 13-11-2024            | 12              | 12           |             |
| Schuilplaats                                          | 2025                 | 14-05-2025            | 15              | 10           |             |

## Filmografie
- Absolute Power (1997) - met Clint Eastwood als regisseur en hoofdrolspeler
- Wish You Well (2013) - met Ellen Burstyn, Mackenzie Foy & Josh Lucas. David Baldacci als 1 van de producers. Wish You Well is vertaald in het Nederlands als In Het Hart.
- In 2013 zijn er 10 afleveringen gemaakt van King & Maxwell, met Jon Tenney als Sean King en Rebecca Romijn als Michelle Maxwell. De serie werd uitgezonden door TNT.

## Wish You Well Foundation
Baldacci is de oprichter van de 'Wish You Well Foundation'. Hiermee tracht hij tegen analfabetisme te strijden, onder meer door middel van het programma zoals opgezet onder de naam All America Reads.